# Sant'Ariano
Sant'Ariano est une île de la lagune de Venise, en Italie. Un ossuaire créé au XVIIIe siècle se trouve sur l'île.